# Colonizzazione dello spazio

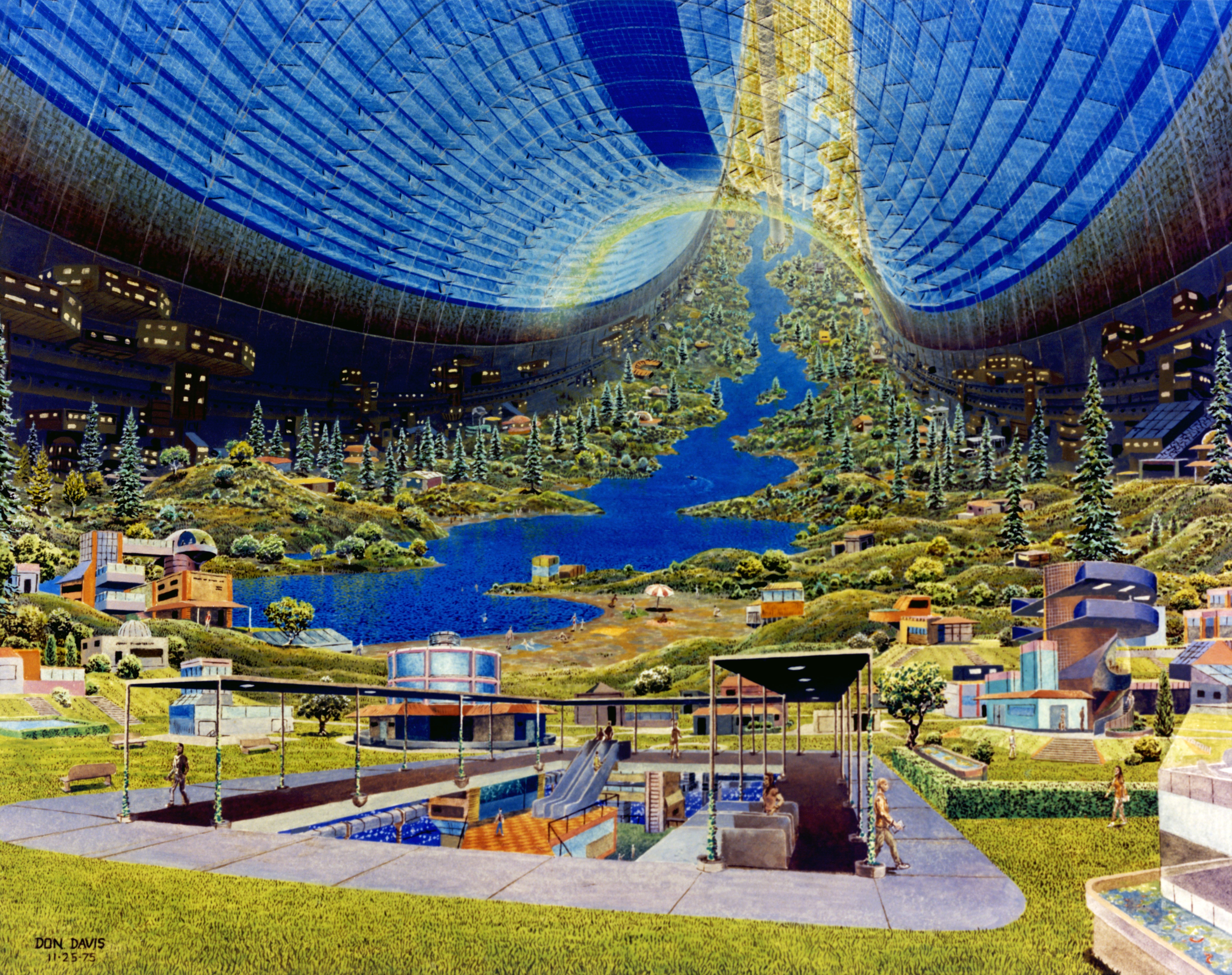
Disegno di un'ipotetica colonia spaziale fatto da Donald E. Davis per la NASA

La colonizzazione dello spazio, anche identificata come insediamento nello spazio, è l'ipotetica sistemazione permanente e autosufficiente dell'uomo in sedi esterne alla Terra, sia viaggianti nello spazio che residenti su altri pianeti abitabili.
Il problema più importante da affrontare nel viaggio spaziale sono le modificazioni del corpo umano in assenza di gravità, in quanto prolungate permanenze nello spazio provocano osteoporosi grave e irreversibile. Dunque, la creazione di una gravità artificiale sembra essere il problema di maggiore difficoltà. Nelle più ardue fantasie questo problema è risolto creando un pianeta artificiale.
Per quanto riguarda la colonizzazione di altri pianeti, il problema più importante è la distanza della Terra dal pianeta nell'universo. Le agenzie spaziali di vari Paesi, in particolare la statunitense NASA, impiegano un'ingente quantità di scienziati e risorse per progettare la colonizzazione del satellite della Terra, la Luna, e del pianeta Marte, nel sistema solare.
Per quanto riguarda la possibilità dell'esistenza di pianeti abitati nella nostra galassia, si considera l'equazione di Drake che a seconda delle quantità considerate nei parametri, può dare come risultato, nella migliore delle ipotesi, calcolata da Isaac Asimov, 530 000 pianeti con una civiltà tecnologicamente evoluta e nella peggiore delle ipotesi 660 pianeti abitati.

## Storia

### Dal XIX al XX secolo
Giulio Verne nella seconda metà dell'Ottocento immaginò e scrisse il viaggio Dalla Terra alla Luna e la circumnavigazione Intorno alla Luna; questi sogni nel secolo successivo si sono regolarmente realizzati, con la conquista della Luna e l'allunaggio.

### Kennedy e la conquista dello spazio
La corsa allo spazio era uno dei progetti chiave di economia globale per riconvertire l'industria bellica in industria spaziale secondo un progetto statunitense degli anni 1960, di John F. Kennedy, riportato nel suo discorso, del 26 maggio 1961, che riteneva l'uso pacifico dello spazio e il progresso tecnologico essere la Nuova Frontiera verso i quali l'umanità doveva progredire.

### Anni 2000

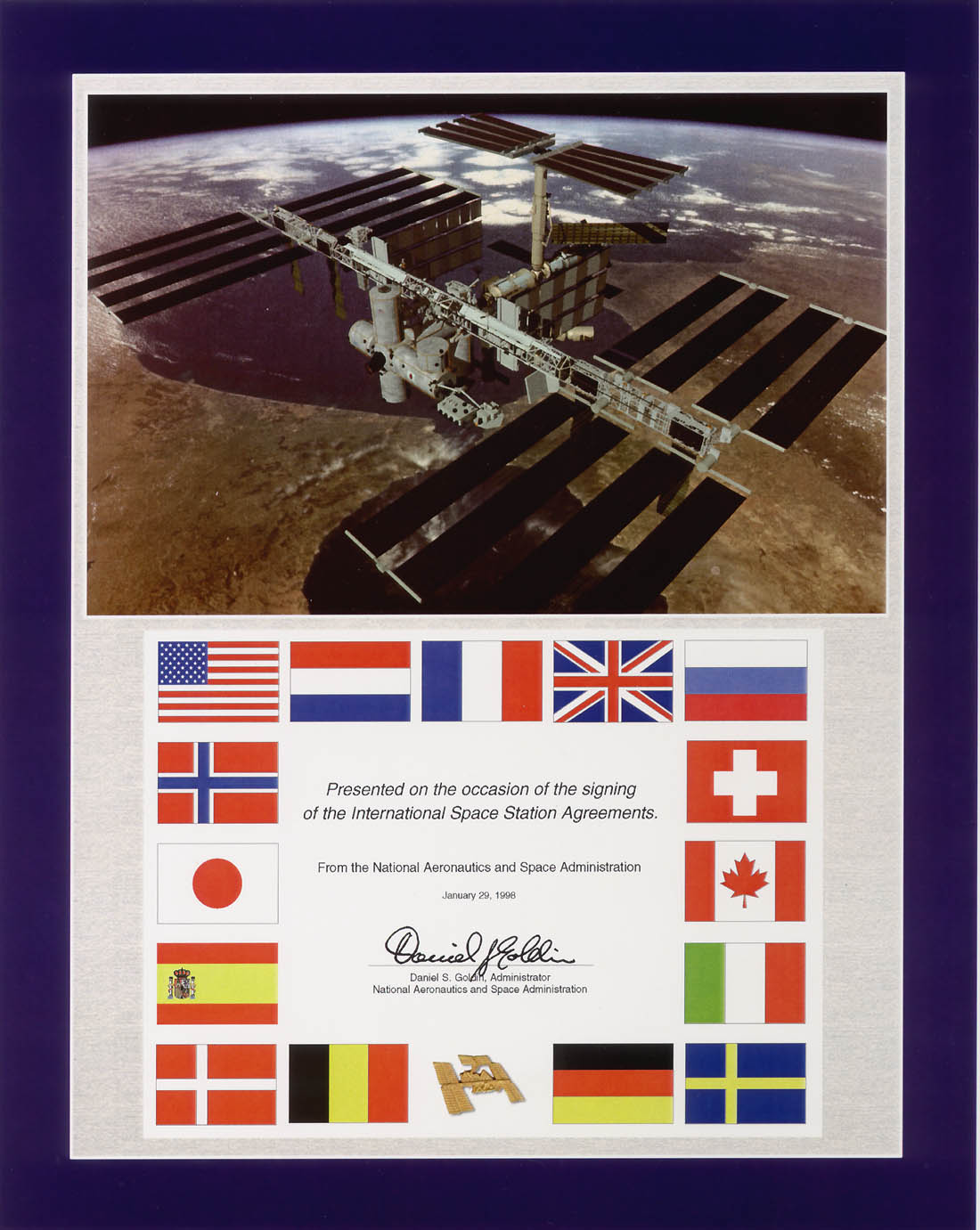
ISS Accordi mondiali

Un primo passo verso questi obiettivi è la Stazione spaziale internazionale (ISS) orbitante, dedicata alla ricerca scientifica e nella quale si stanno studiando i primi approcci di medicina spaziale legati ai problemi del corpo umano in assenza di gravità. La struttura è gestita come progetto congiunto da cinque diverse agenzie spaziali: la statunitense NASA, la russa RKA, l'europea ESA (con tutte le agenzie spaziali correlate), la giapponese JAXA e la canadese CSA-ASC.
Esistono anche diversi progetti della NASA e dell'ESA sulla possibilità di colonizzare lo spazio esterno.
Dall'inizio del XXI secolo la Colonizzazione dello spazio è divenuta materia d'interesse anche per le aziende private, come ad esempio la SpaceX, la Blue Origin, la Planetary Resources che lavorano attivamente a progetti autonomi (ma spesso anche in collaborazione con enti spaziali pubblici) per lo sfruttamento delle risorse allocate nello spazio extra-atmosferico. Questo specifico campo economico (space economy) prende il nome di NewSpace.

## Motivazioni

### Conservazione della specie
Nel lungo termine, nell'arco di migliaia o decine di migliaia di anni, la specie umana potrebbe rischiare l'estinzione per diverse cause, sia antropologiche che naturali. Lo sviluppo della civiltà in posti lontani dalla Terra potrebbe salvaguardare dall'estinzione dell'umanità. I rischi di un'estinzione di massa possono essere di natura antropologica, come ad esempio una guerra globale, naturale, come l'impatto con un asteroide di dimensioni considerevoli, o ibride. Molte personalità illustri hanno espresso la loro opinione in merito, facendo previsioni più o meno azzardate. Stephen Hawking ha previsto che la razza umana si estinguerà entro mille anni se entro duecento anni non inizierà la colonizzazione spaziale. Lo stesso direttore della NASA nel 2005 annunciò che la colonizzazione spaziale deve essere l'obiettivo ultimo dell'esplorazione spaziale. L'imprenditore Elon Musk suggerisce l'importanza della colonizzazione di un altro pianeta come piano di riserva per l'umanità e sta investendo gran parte del suo patrimonio per raggiungere questo obiettivo.

### Sfruttamento di risorse
Lo spazio è ricco di risorse in qualche misura diverse da quelle comuni sulla superficie della Terra, sia materiali che energetiche. L'industria mineraria spaziale potrebbe generare un nuovo boom economico grazie all'estrazione di materiali rari sulla Terra, come i metalli del gruppo del platino. La Luna presenta concentrazioni di elio-3 molto più abbondanti della Terra che in futuro potrebbe costituire un combustibile alternativo per la produzione di energia elettrica. In orbita alla Terra, invece, la radiazione solare è maggiore in quanto è assente l'attenuazione dell'atmosfera e la produzione di energia tramite impianto fotovoltaico è più efficiente.

## Condizioni

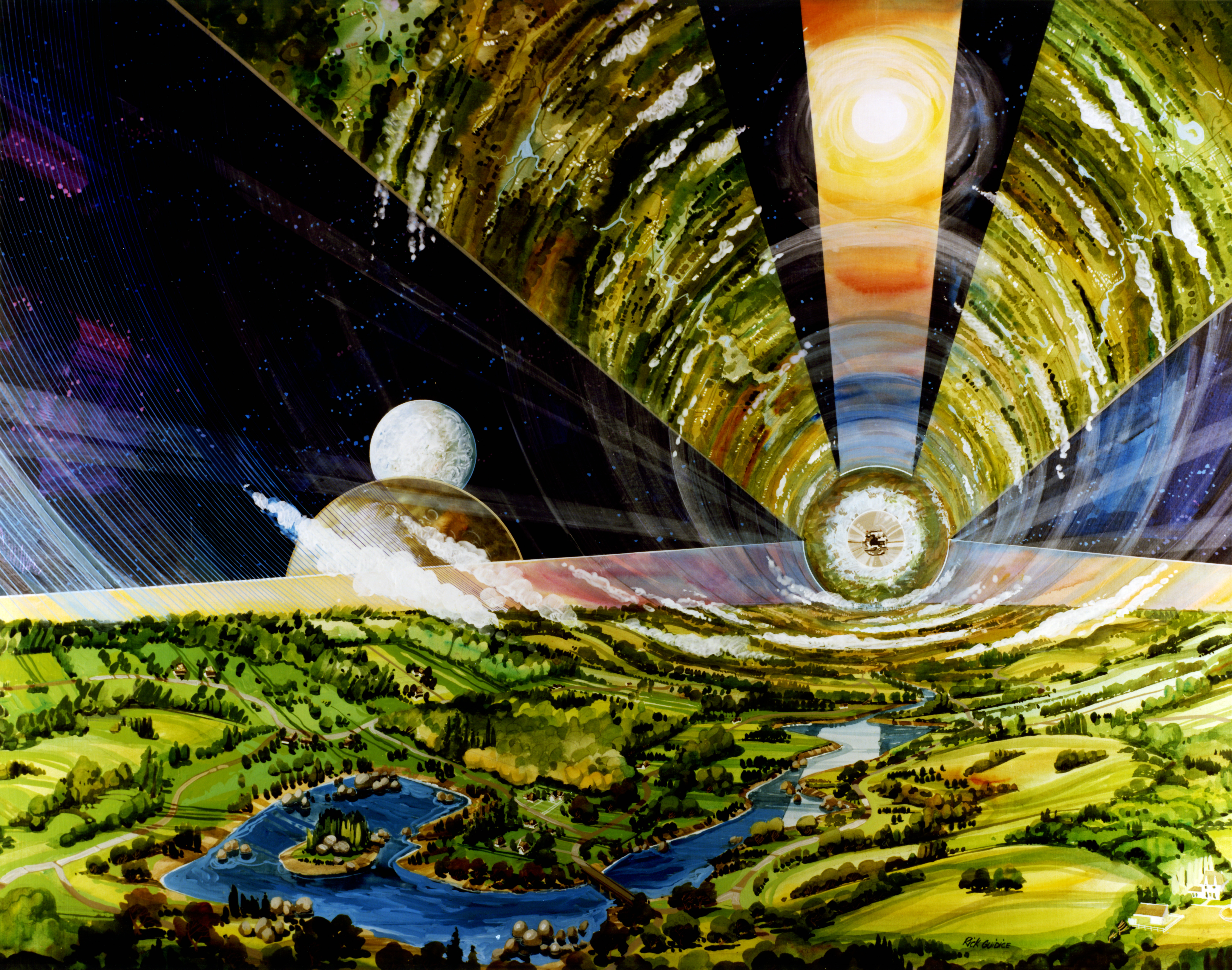
Un cilindro di O'Neill, uno dei possibili habitat spaziali

Per la permanenza della vita umana nello spazio, l'habitat scelto deve avere determinate caratteristiche essenziali, come ad esempio la biodiversità. Deve cioè ospitare specie non umane, microrganismi e una notevole varietà di piante.
Il rapporto tra organismi, il loro habitat e l'ambiente esterno non-terrestre possono essere di diverso tipo:
1. Con gli organismi e il loro habitat completamente isolati dall'ambiente esterno (come nell'esperimento Biosfera 2)
2. Cambiando l'ambiente per trasformarlo in uno compatibile con la vita (tramite un procedimento chiamato terraformazione)
3. Cambiando gli organismi per farli diventare compatibili con l'ambiente (ad esempio importando l'organismo nell'habitat, oppure tramite l'ingegneria genetica).

È possibile anche una combinazione di questi tre tipi.
Un altro attributo, facoltativo ma molto auspicabile, è l'autoreplicazione, perché permetterebbe un aumento esponenziale nelle colonie. Si potrebbe discutere se la costruzione di una colonia sia il primo atto di autoreplicazione terrestre oppure no.
Nel 2002 l'antropologo John Moore stimò che una popolazione di 150-180 individui permetterebbe una riproduzione normale per 60-80 generazioni (circa 2000 anni).

## Luoghi

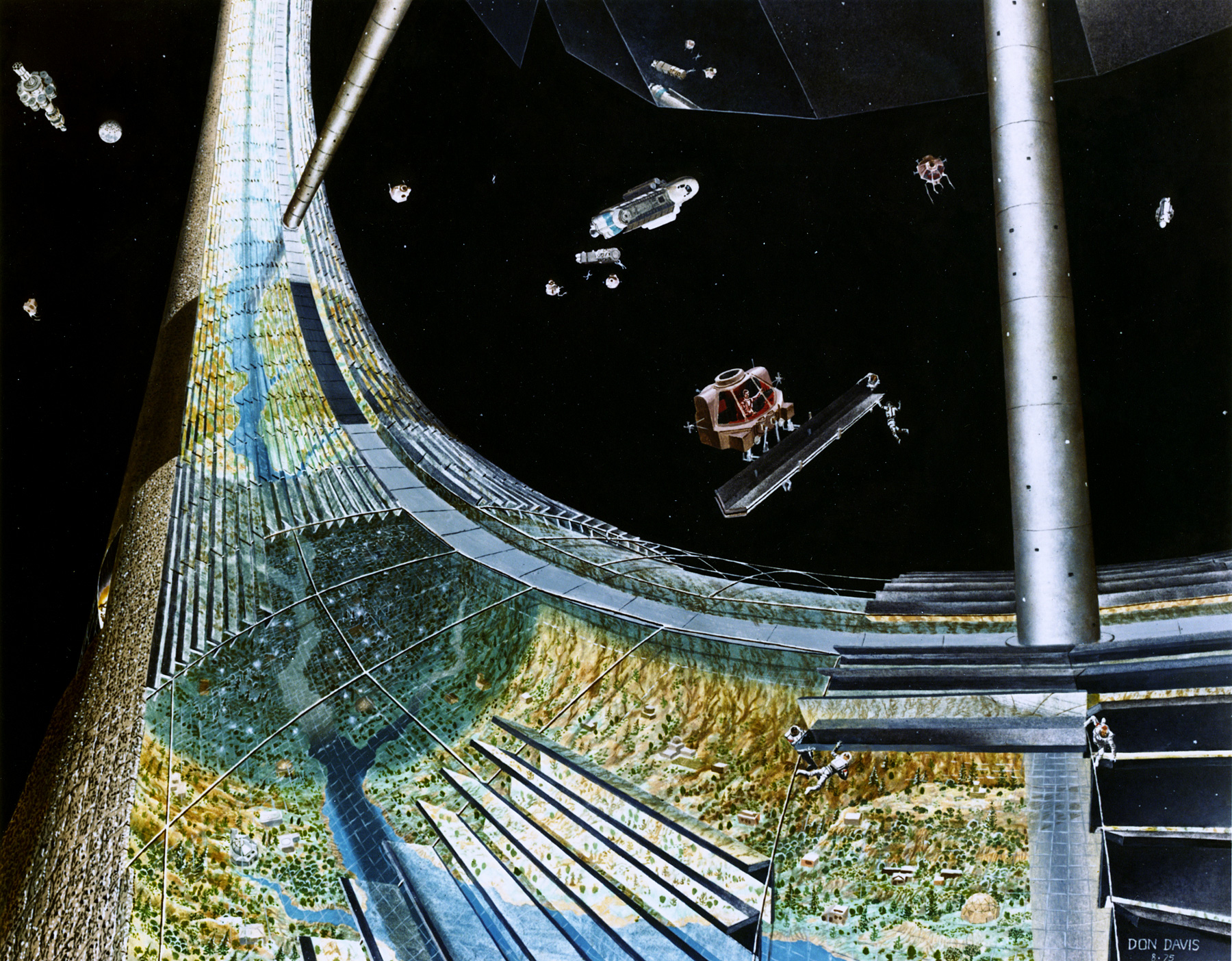
Rappresentazione artistica di un Toro di Stanford in costruzione

Il luogo è un frequente punto di discussione tra i fautori della colonizzazione spaziale. Esso può essere:
- Su un pianeta, un satellite naturale o un asteroide;
  - in questi casi l'habitat può essere costruito come sulla Terra
- oppure nello spazio, in un habitat spaziale, in una stazione spaziale o una navicella spaziale mobile.

### Pianeti, satelliti naturali e asteroidi
I piccoli asteroidi sono stati spesso visti come un luogo "privilegiato" in quanto hanno il vantaggio di passare più vicini alla Terra diverse volte in un decennio. Tra questi avvicinamenti alla Terra, un asteroide (ad esempio della fascia principale) comunque può trovarsi anche ad una distanza di circa 350 milioni di chilometri dal Sole (il relativo afelio) e di 500 milioni dalla Terra.